# Tarenna lifouana
Tarenna lifouana är en måreväxtart som först beskrevs av Albert Ulrich Däniker, och fick sitt nu gällande namn av J. Jérémie. Tarenna lifouana ingår i släktet Tarenna och familjen måreväxter. Inga underarter finns listade i Catalogue of Life.